# Coupe des Pays-Bas de football 1898-1899
Navigation
Coupe des Pays-Bas 1899-1900
La Coupe des Pays-Bas de football 1898-1899, nommée la KNVB Beker, est la première édition de la Coupe des Pays-Bas.

## Déroulement de la compétition
Tous les tours se jouent en élimination directe. À chaque tour, un tirage au sort est effectué pour déterminer les adversaires.

## Finale
La finale se joue le 7 mai 1899 à Heemstede, le RAP Amsterdam bat le HVV La Haye  1 à 0, après prolongation. Le RUN - Amstels - Progress Amsterdam devient le premier vainqueur de la coupe, il réussit également à remporter le championnat ce qui est le premier doublé dans le football néerlandais.